# Robert Gatt
Robert Gatt (7 maggio 1949) è un ex calciatore maltese, di ruolo portiere.

## Carriera

### Nazionale
Ha collezionato cinque presenze con la propria Nazionale.